# Сент-Жем-ан-Сансерруа
Сент-Жем-ан-Сансерруа́ (фр. Sainte-Gemme-en-Sancerrois) — коммуна во Франции, находится в регионе Центр. Департамент — Шер. Входит в состав кантона Лере. Округ коммуны — Бурж.
Код INSEE коммуны — 18208.
Коммуна расположена приблизительно в 170 км к югу от Парижа, в 90 км юго-восточнее Орлеана, в 50 км к северо-востоку от Буржа.

## Население
Население коммуны на 2008 год составляло 393 человека.
| 1962 | 1968 | 1975 | 1982 | 1990 | 1999 | 2008 |
| ---- | ---- | ---- | ---- | ---- | ---- | ---- |
| 379  | 401  | 337  | 361  | 400  | 416  | 393  |

## Экономика

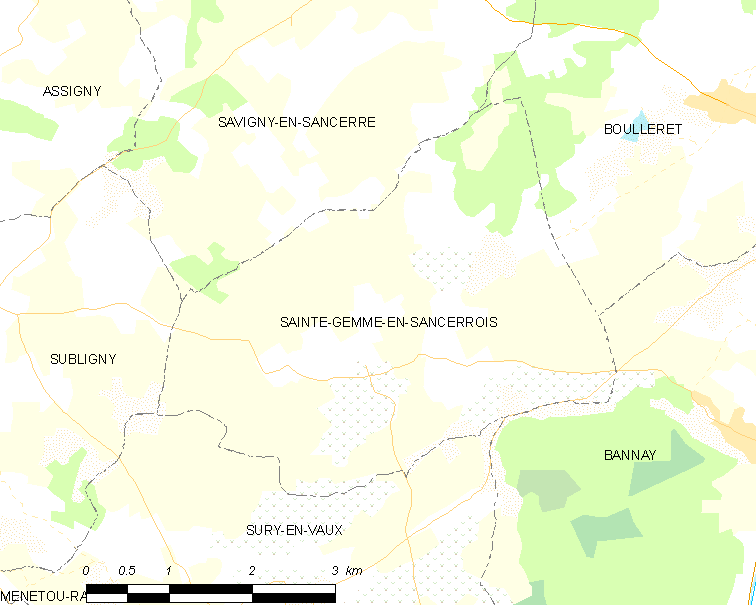
Карта коммуны

В 2007 году среди 257 человек в трудоспособном возрасте (15-64 лет) 187 были экономически активными, 70 — неактивными (показатель активности — 72,8 %, в 1999 году было 70,9 %). Из 187 активных работали 171 человек (100 мужчин и 71 женщина), безработных было 16 (10 мужчин и 6 женщин). Среди 70 неактивных 11 человек были учениками или студентами, 33 — пенсионерами, 26 были неактивными по другим причинам.

## Достопримечательности
- Церковь Сент-Жем (XIII век). Исторический памятник с 1926 года[3]
  - Мемориальная доска в память о восстановлении церкви (1601 год). Исторический памятник с 1919 года[4]